# Pesce azzurro

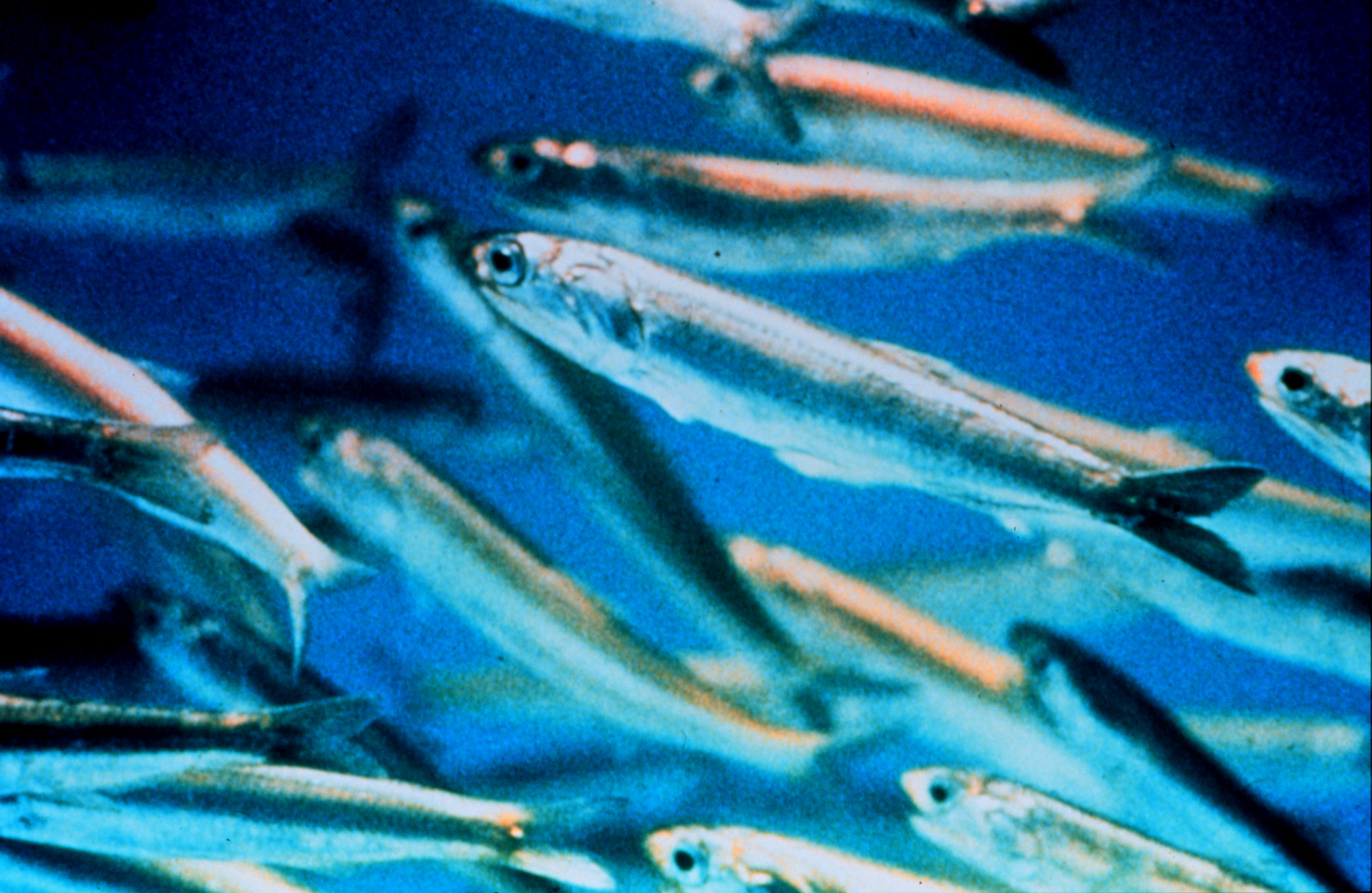
Un banco di alici

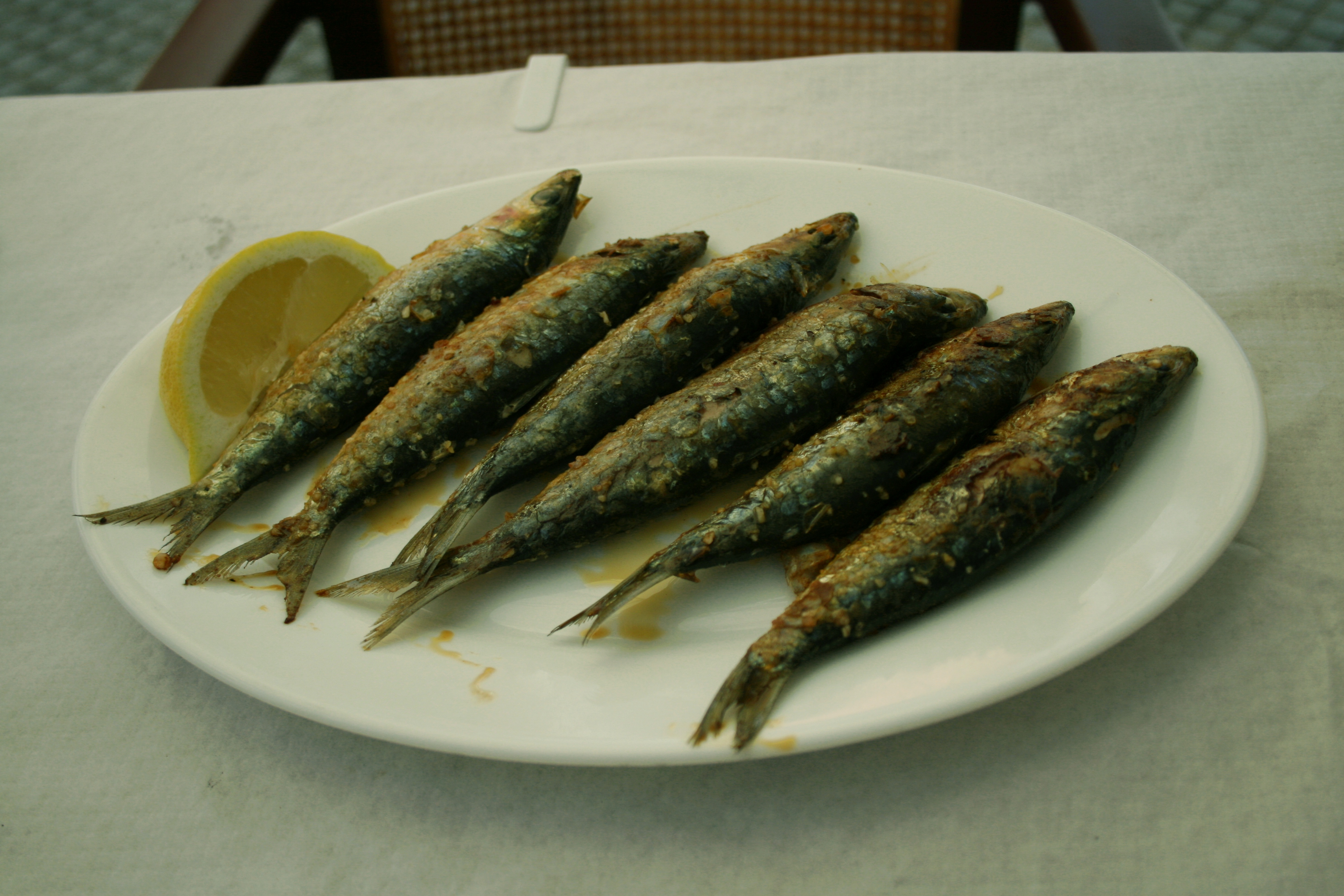
Sardine cucinate

Vengono generalmente definite pesci azzurri alcune specie di pesci caratterizzati da colorazione dorsale tendente spesso al blu, in qualche caso verde, e da colorazione ventrale argentea.

## La denominazione
La denominazione di "pesce azzurro" non si riferisce ad un gruppo scientificamente definito di specie ittiche, ma è utilizzata commercialmente e in campo culinario per indicare alcune varietà di pesci, generalmente di piccola pezzatura, di varia forma e sfumature di colorazione, il cui costo è generalmente ridotto per la grande quantità di pescato.
Biologicamente parlando, il pesce azzurro appartiene a specie a vita pelagica, con carni grasse e spesso ricche di oli.

## Specie
Specie di pesce azzurro presenti sul mercato sono:
- la sardina (Sardina pilchardus)[3][4]
- l'aringa (Clupea harengus)[3]
- l'alice o acciuga (Engraulis encrasicholus)[3][4]
- lo sgombro (Scomber scombrus)[3][4]
- l'aguglia (Belone belone)[3]
- lo spratto o papalina (Sprattus sprattus)[3]
- l'alaccia (Sardinella aurita)[3]
- il lanzardo (Scomber colias)[3]
- la costardella (Scomberesox saurus)[3]
- il suro (o sugarello) (Trachurus trachurus)[3]
- il pesce sciabola o spatola (Lepidopus caudatus)[4][5]
- la lampuga o corifena (Coryphaena hippurus)[6]

## Qualità nutrizionali
I piatti preparati con tali specie di pesce sono spesso considerati "cucina povera", ma il pesce azzurro è molto apprezzato in cucina  per le qualità nutrizionali delle carni.
Esso ha carni generalmente molto digeribili con prevalenza di grassi insaturi, in particolare del tipo omega 3. Anche per questo il consumo di pesce azzurro è consigliato nelle diete nelle quali sono da evitare i grassi saturi, presenti in altre specie animali, e, in generale, per chi deve tenere sotto controllo la propria concentrazione di colesterolo nel sangue. Sono inoltre generalmente molto abbondanti la vitamina D e molte vitamine del gruppo B, oltre allo iodio e, a seconda della specie, anche ferro e calcio.